# حق (تشريح)
الحُقّ (الصفة منه: حُقِّي وليس حُقَّانِي (باللاتينية: acetabulum) هو تجويف صغير مقعّر في الحوض (عظم الورك)، حيث يلتقي رأس عظم الفخذ مع عظم الورك من خلال هذا التجويف. يتألف من اندماج عظام الورك الثلاثة، عظم الحرقفة وعظم العانة وعظم الإسك.

## صور إضافية

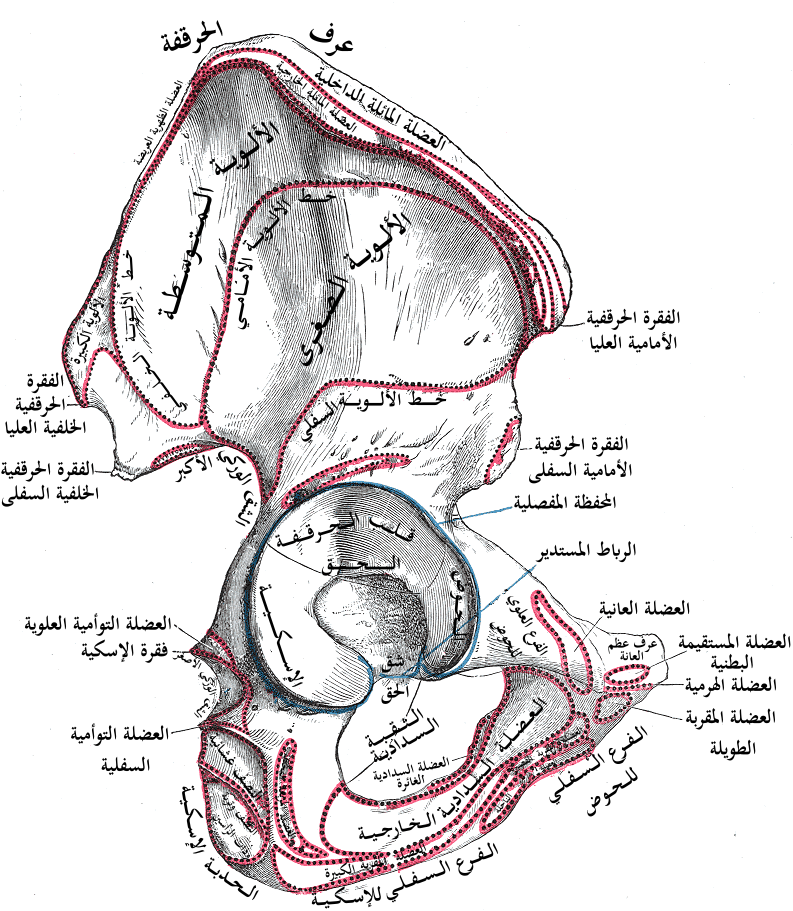
عظم الورك الأيمن ، السطح الخارجي.
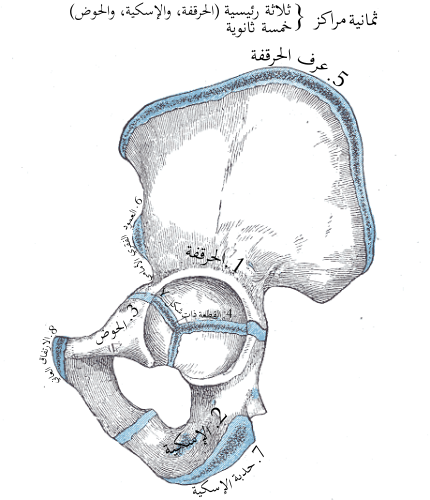
تخطيط التعظّم لعظم الورك.
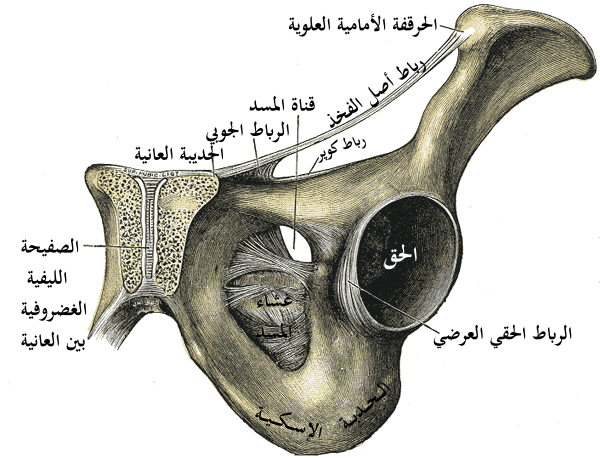
ارتفاق العانة ، مقطع إكليلي.
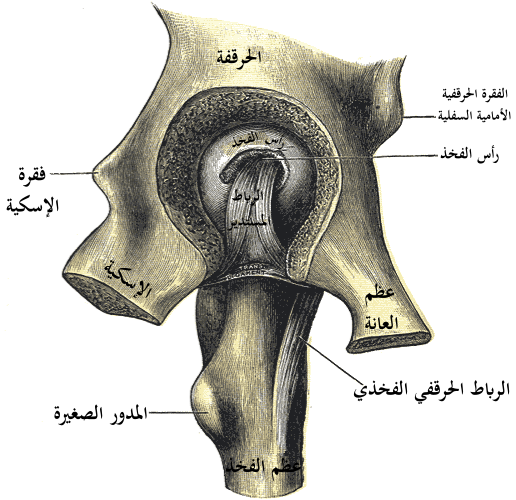
مفصل الورك الأيسر مفتوحاً ، بعد إزالة قاع الحُقّ من داخل الحوض.
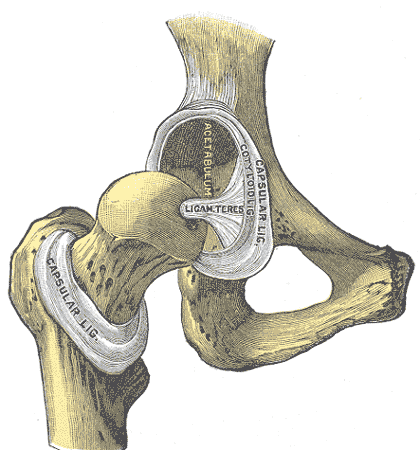
وفصل الورك ، عرض أمامي.
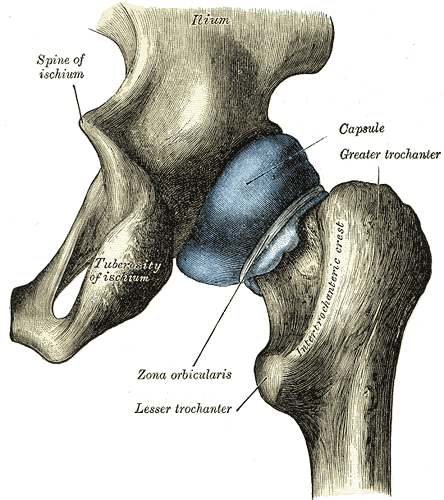
محفظة مفصل الورك (مكبرة). الجانب الخلفي
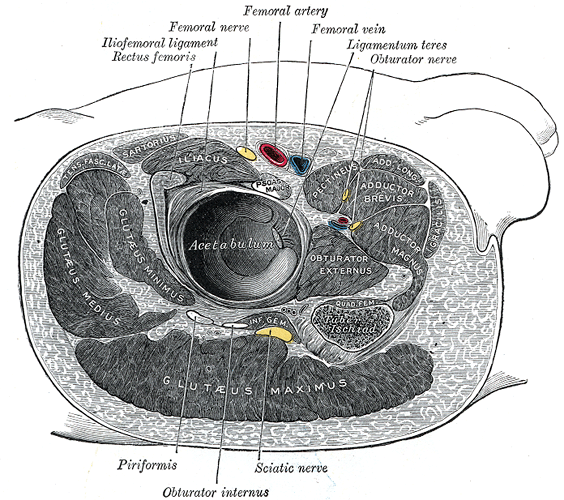
الأجزاء المحيطة بمفصل الورك الأيمن.
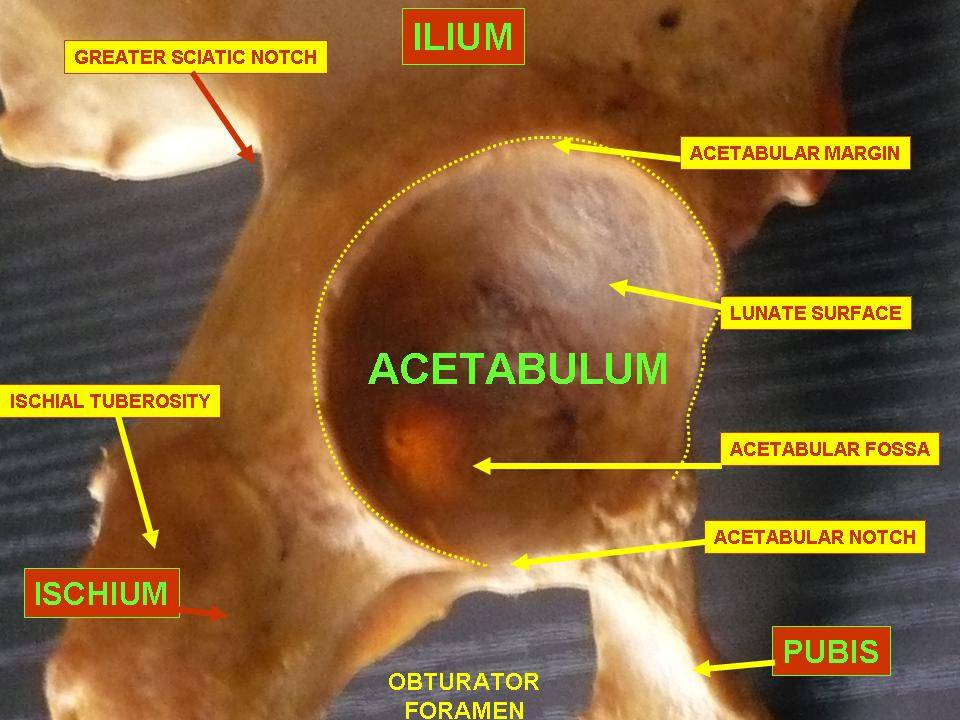
حُقّ.
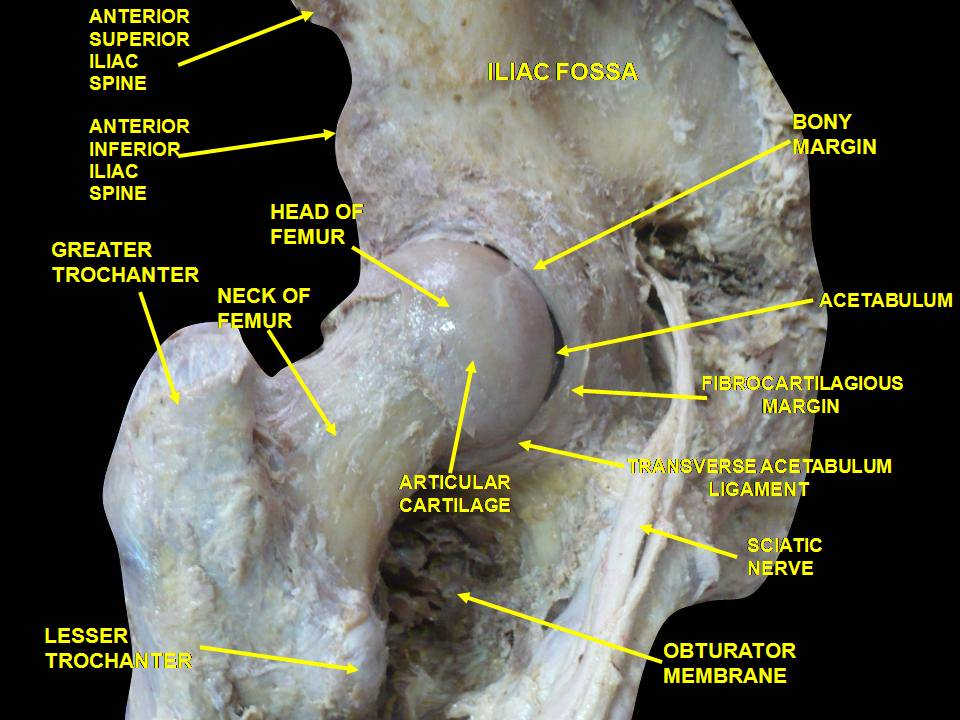
مفصل الورك ، عرض جانبي. حُقّ.
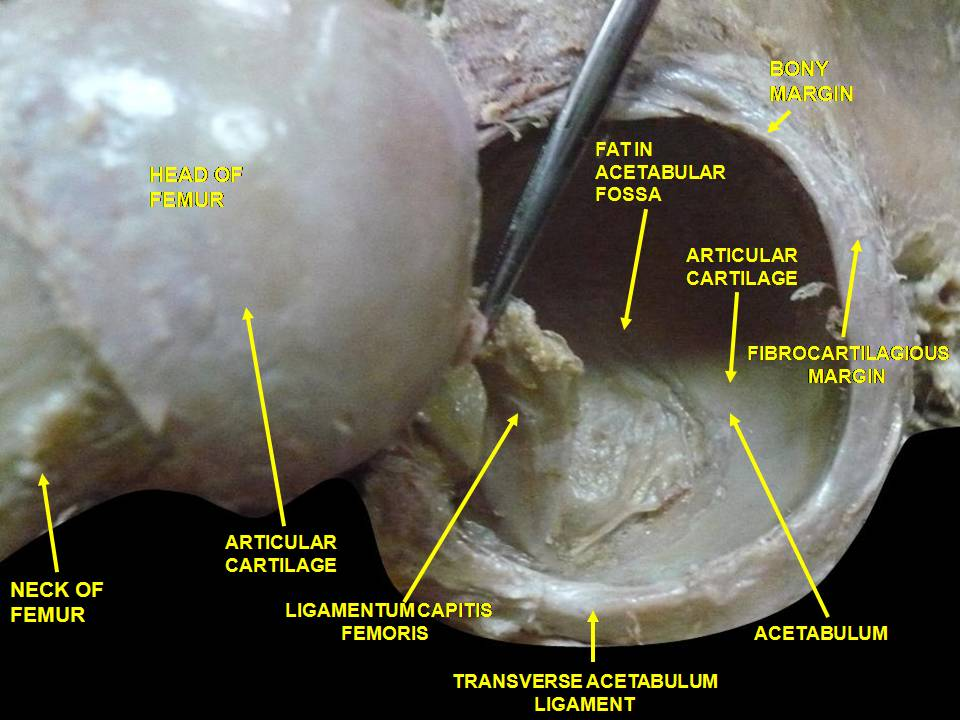
مفصل الورك ، عرض جانبي. حُقّ.